# Emilia Jones
Emilia Annis I. Jones  (Westminster, 23 de fevereiro de 2002) é uma atriz, cantora e compositora inglesa. Conhecida por atuar como Kinsey Locke na série Locke & Key, da Netflix e como Ruby Rossi no filme CODA, vencedor do Oscar. Também atuou em séries como Doctor Who e diversas apresentações teatrais no Teatro West End, em Londres.

## Vida pessoal
Emilia Jones é filha do cantor e apresentador de TV galês Aled Jones e de Claire Fosset.

## Carreira
Sua carreira começou em 2010, com apenas 8 anos de idade, quando atuou como Jasmine no filme Um Dia. No mesmo ano, atuou como Alice na série Utopia e como Merry Gejelh em Doctor Who, no episódio "The Rings of Akhaten" de 2013. O jornal Boston Standard elogiou Emilia por "demonstrar confiança nas cenas" e "trazer a mistura de ingenuidade, conhecimento e medo infantil de Merry", enquanto o site Zap2It enalteceu a atuação de Emilia por ser "perfeita." No cinema, Jones teve pequenas participações em Um Dia (2011) e Piratas do Caribe: Navegando em Águas Misteriosas (2011).
Em 2011, Emilia estreou no teatro interpretando a princesa Fiona em Shrek: o Musical no Teatro Royal. Em 2013, atuou na adaptação de Rebecca Lenkiewicz de A outra volta do parafuso. Emilia atuou como Flora, de nove anos, com outras duas meninas, que alternavam em cada noite. Após essa performance, em uma entrevista, Jones comentou: "Não achei isso assustador, apenas achei muito divertido... amei cada parte disso."
Em dezembro de 2018, foi anunciado que Jones iria interpretar Kinsey Locke, um dos personagens principais da série Locke & Key (2020 - presente), da Netflix. A primeira temporada da série foi lançada em 7 de fevereiro de 2020. Isso marcou a primeira aparição de Emilia em uma série de TV. Ela foi indicada para o papel de Kinsey pela sua capacidade de interpretar duas versões de uma mesma personagem: Kinsey antes de perder o medo e depois de perder o medo. Jones concedeu uma entrevista sobre Locke & Key: "Isso, pra mim, foi uma das melhores gravações que já fiz. O elenco e a equipe são incríveis e eu adoro muito a todos."
Em 2021, Emilia atuou no filme da Apple TV+ No Ritmo do Coração como Ruby Rossi, a única membra da família que ouve, e que sonha em ir para Berklee. Para isso, Jones passou nove meses durante as filmagens de Locke and Key aprendendo língua de sinais. O filme estreou em 28 de janeiro de 2021 no Festival Sundance de Cinema, onde foi comprado pela Apple por 25 milhões de dólares. O filme ficou disponível na Apple TV+ em 13 de agosto de 2021.
Seu próximo filme é um thriller psicológico chamado Cat Person dirigido por Susanna Fogel, baseado no conto publicado pela The New Yorker.

## Filmografia

### Filmes
| Ano  | Título                                            | Função                | Diretor (es)               |
| ---- | ------------------------------------------------- | --------------------- | -------------------------- |
| 2011 | Piratas do Caribe: Navegando em Águas Misteriosas | Garota Inglesa        | Rob Marshall               |
| 2011 | Um dia                                            | Jasmine (2007 e 2011) | Lone Scherfig              |
| 2014 | O que fizemos no feriado passado                  | Lottie McLeod         | Andy Hamilton e Guy Jenkin |
| 2015 | Juventude                                         | Frances               | Paolo Sorrentino           |
| 2015 | No topo do poder                                  | Vicky                 | Ben Wheatley               |
| 2016 | Brimstone                                         | Joanna                | Martin Koolhobven          |
| 2018 | A Casa do Medo: Incidente em Ghostland            | Jovem Beth            | Pascal Laugier             |
| 2018 | Patrick                                           | Vikki                 | Mandie Fletcher            |
| 2018 | Apenas nós                                        | Vi                    | Tom Beard                  |
| 2019 | Nuclear                                           | Emma                  | Catherine Linstrum         |
| 2019 | Horrible Histories: The Movie - Rotten Romans     | Orla                  | Dominic Brigstocke         |
| 2021 | No Ritmo do Coração                               | Ruby Rossi            | Sian Heder                 |
| 2023 | Cat Person                                        | Margot                | Susanna Fogel              |

### Televisão
| Ano       | Mostrar                                | Função                       | Notas                                   |
| --------- | -------------------------------------- | ---------------------------- | --------------------------------------- |
| 2011      | Mistério de Anubis                     | Jovem Sarah Frobisher-Smythe |                                         |
| 2013      | Doctor Who                             | Merry Gejelh                 | Episódio "The Rings of Akhaten"         |
| 2013–2014 | Utopia                                 | Alice                        |                                         |
| 2014      | Residue                                | Charlotte Jones              | Primeira temporada, episódio 1          |
| 2015      | Wolf Hall                              | Anne Cromwell                | Episódio "Truque de Três Cartas"        |
| 2020–2022 | Locke & Key                            | Kinsey Locke                 | Papel principal                         |
| 2022      | The Tonight Show Starring Jimmy Fallon | Ela mesma (convidada)        | Episódio "Billy Crystal/Normani"        |
| 2022      | The Kelly Clarkson Show                | Ela mesma (convidada)        | Episódio "Seth Meyers & Elenco de CODA" |

## Teatro
| Ano       | Peça                      | Papel       | Teatro            |
| --------- | ------------------------- | ----------- | ----------------- |
| 2011–2012 | Shrek: O musical          | Jovem Fiona | Teatro Drury Lane |
| 2013      | A outra volta do parafuso | Flora       | Teatro Almeida    |
| 2014      | Far Away                  | Joan        | Teatro Young Vic  |